# Ернст Клодвиг
Ернст Клодвиг (на немски: Ernst Klodwig) е пилот от Формула 1. Роден е на 23 май 1903 година в Ашерслебен, Германия.

## Формула 1
Ернст Клодвиг прави своя дебют във Формула 1 в голямата награда на Германия през 1952 година. В световния шампионат записва 2 състезания, като не успява да спечели точки. Състезава се с частен БМВ.